# Billy Tipton
Billy Tipton (1914-1989) fue un músico de jazz, director de orquesta y agente de talentos trans estadounidense. 
Billy Tipton destacó en el mundo del jazz. Comenzó su carrera musical a mediados de la década de 1930 cuando lideró una banda que tocaba para transmisiones de radio y en 1936 ya tenía su propia banda y las giras por Estados Unidos se sucedían año tras año. Tocó en varias bandas de baile en la década de 1940, incluyendo durante dos años y medio en Joplin, Misuri, con la banda Cotton Club. En este periodo comenzó a presentarse como hombre en círculos artísticos y, finalmente, comenzó a vivir acorde a su verdadera identidad en todos los planos de su vida. A mediados de la década de 1950 grabó con el Billy Tipton Trío dos álbumes de los que se vendieron más de 17.000 copias. Luego trabajó como agente de talentos. Tipton dejó de actuar a fines de la década de 1970 debido a la artritis.

## Biografía
Tipton nació el 29 de diciembre de 1914 en la ciudad de Oklahoma City. Cuando tenía cuatro años de edad sus padres se divorciaron y se fue a vivir a Kansas City en Misuri a casa de una tía que le crio. 
En el instituto recibió el apodo de "Tippy" y comenzó a interesarse por la música y muy especialmente por el jazz. Pronto destacó por su talento tocando el piano y el saxofón. Debido a ser considerado mujer se le denegó la entrada a la banda escolar en Southwest High School. Regresó a Oklahoma para su último año de escuela secundaria y allí se unió a la banda escolar de la Connors State College High School.
Siendo consciente de que aparentando ser mujer no sería fácil conseguir un puesto en una banda de jazz, alrededor de 1933 Tipton comenzó a atar sus senos y adoptar una expresión de género masculina para encajar con la imagen típica de la época de un miembro de banda de jazz. Cuando Tipton comenzó una carrera musical más seria en 1934, "decidió asumir permanentemente el papel de un músico masculino", adoptando el nombre de Billy Lee Tipton y presentándose a los cástines con americana, pantalones, corte de pelo masculino y los pechos vendados.
En 1936 Tipton contaba con su propia banda que tocaba en la radio KFXR y realizaba giras por todo el país. Dos años después, en 1938, se unió a la Western Swingbillies de Louvenie, una banda que tocaba en la radio KTOK y en Brown's Tavern y en 1940 recorría el Medio Oeste con la banda de Scott Cameron; para entonces ya vestía como hombre también en su vida privada.
En 1941 comenzó una carrera de dos años y medio en el Joplin 's Cotton Club con la banda de George Meyer, luego realizó una gira con Ross Carlyle y luego tocó dos años en Texas. 
En 1949, Tipton comenzó a recorrer el noroeste del Pacífico con la banda de George Meyer. Aunque esta gira estuvo lejos de ser glamurosa, fue intensa llegando a actuar en el Boulevard Club en Coeur d'Alene, Idaho, compartiendo el proyecto  con otros como The Ink Spots, los Delta Rhythm Boys y Billy Eckstine. Las actuaciones de la banda en Roseburg, y en la Shalimar Room de Oregón fueron grabadas por una emisora de radio local, por lo que hay constancia del trabajo de Tipton durante este tiempo, incluyendo "If I Knew Then" y "Sophisticated Swing". La canción de la firma del trío fue " Flying Home ", interpretada en una estrecha imitación de la banda de Benny Goodman.
Ya en la década de 1950, comenzó a tocar el piano solo en el club Elks en Longview, Washington y creó el Billy Tipton Trío (formado por Dick O'Neil en la batería, y Kenny Richards (y más tarde Ron Kilde) en el bajo y el propio Tipton) con el que realizó varias giras. En una actuación en el King's Supper Club en Santa Barbara, California, entraron en contacto con un representante de la pequeña compañía discográfica Tops Records con la que grabaron  dos álbumes de música jazz titulados Sweet Georgia Brown y Billy Tipton Plays Hi-Fi en piano que se editaron a principios de 1957 y de los que se vendieron 17.678 copias. Entre las canciones grabadas están  Can't Help Lovin ' Dat Man, Willow Weep for Me,  What'll I Do, y No me culpes.
Tras este éxito Tipton recibió ofertas para grabar cuatro álbumes más y actuar de forma permanente en el Holiday Hotel en Reno, Nevada. Pero las rechazó y se trasladó a Spokane, Washington, donde comenzó a trabajar como agente de talentos mientras mantenía un grupo musical que tocaba cada semana en el pub Allen’s Tin Pan Alley, un pequeño y acogedor local de la ciudad. Se retiró a fines de la década de 1970 por culpa de la artritis.
Murió el 21 de enero de 1989, en Spokane (Washington), por una úlcera péptica que mantuvo sin atención médica, cuando estaba en compañía de su hijo William. Los servicios médicos de urgencia, durante las tareas de reanimación, descubrieron la condición de hombre trans de Tipton. Fue incinerado y las cenizas entregadas a sus familiares.

## Vida personal
En 1934 Billy Tipton comenzó a adoptar una apariencia masculina y modales varoniles para acudir a actos relacionados con el mundo del jazz. En 1940 ya había adoptado el papel de hombre también para su vida privada. Nunca se casó legalmente, aunque algunas de sus novias solían presentarse como sus esposas.
En 1934, con 20 años de edad, Tipton comenzó una relación con Non Earl Harrell, una famosa participante en maratones de baile, que era 14 años mayor que él. Vivieron juntos, presentándose como un matrimonio, hasta 1942.  
En octubre de 1943 entabló una relación con June, una vocalista que fue su pareja hasta 1946 cuando rompió con ella al conocer a Betty Cox, una camarera de 18 años de edad. Con Betty mantuvo la relación de pareja hasta 1954, cuando esta le dejó.
Tras Cox, Billy conoció a Maryann Catanach, una prostituta que conoció en el Balboa Club, en Coos Bay, Oregón, con la que duró hasta 1960. Tras esa ruptura, Tipton se emparejó con Kitty Kelly que era bailarina de estriptease y con la que adoptó tres niños: John, Scott y William. En 1967 la pareja se separó y él se fue a vivir a una autocaravana hasta su muerte en 1989.
Ninguna de sus parejas supo del género asignado al nacer de Tipton, quien se las arregló con diferentes argucias para ocultarles su condición de hombre trans. Justificaba su vendaje por la heridas sufridas en un supuesto accidente de tráfico que también habría dañado sus genitales. Consiguió un certificado médico que le justificara sobre el hecho para no enrolarse en el ejército durante la Segunda Guerra Mundial y era muy discreto tanto en la vida marital como en las relaciones sociales, acostumbrando ir al lavabo solo y evitando cualquier compañía en momentos que se pudiera descubrir su identidad pasada. Solamente dos primas de Tipton, con quienes se mantuvo en contacto a lo largo de los años, fueron las únicas personas que se sabe estaban al tanto de la condición de Tipton.
El forense guardó el secreto pero uno de sus hijos adoptivos no, publicándose un artículo sobre ello al día siguiente del funeral. La historia entonces se publicó en periódicos sensacionalistas como el National Enquirer y el Star, así como artículos más serios en New York Magazine y The Seatle Times. La familia de Tipton incluso hizo apariciones en programas televisivos de entrevistas.

## Discografía
- Sweet Georgia Brown (1957)
- Billy Tipton Plays Hi-Fi on Piano (1957)